# Симоненков, Николай Николаевич
Николай Николаевич Симоненков (15 января 1922, Подбужье, Калужская губерния — 28 ноября 1960, Загорск, Загорский район, Московская область) — командир стрелковой роты 232-го стрелкового полка, 182-й стрелковой дивизии (60-го стрелкового корпуса, 2-й гвардейской армии, 3-го Белорусского фронта), старший лейтенант. Герой Советского Союза.

## Биография
Родился 15 января 1922 года в селе Подбужье (ныне — Хвастовичского района Калужской области) в крестьянской семье. Окончил 6 классов. Жил в городе Загорск Московской области. Работал слесарем на заводе.
В Красной Армии с мая 1941 года. В действующей армии с августа 1941 года. Член ВКП/КПСС с 1942 года. В 1943 году стал офицером, окончив курсы младших лейтенантов. Воевал под Москвой и Смоленском. Был пять раз ранен.
Командир стрелковой роты 232-го стрелкового полка 182-й стрелковой дивизии (60-й стрелковый корпус, 2-я гвардейская армия) старший лейтенант Николай Симоненков особо отличился в Восточно-Прусской наступательной операции. 13 апреля 1945 года вверенная старшему лейтенанту Симоненкову рота перерезала железную дорогу, идущую к крепости Пиллау, в районе посёлка Куменен (ныне посёлок Кумачёво Зеленоградского района Калининградской области. При атаке важной в тактическом плане высоты командир роты Симоненков Н. Н. во главе небольшой группы бойцов первым ворвался в траншею противника. Захватив высоту, рота отразила семь вражеских контратак и во взаимодействии с другими подразделениями овладела опорным пунктом противников. В неравном поединке, часто доходящем до рукопашных схваток, солдаты под руководством своего командира роты истребили до 70 противников, захватили 3 орудия и 15 пулеметов. Решительные действия роты способствовали выходу полка на берег Балтийского моря.
Указом Президиума Верховного Совета СССР от 29 июня 1945 года за образцовое выполнение боевых заданий командования и проявленные при этом мужество и героизм старшему лейтенанту Симоненкову Николаю Николаевичу присвоено звание Героя Советского Союза с вручением ордена Ленина и медали «Золотая Звезда».
С 1946 года капитан Н. Н. Симоненков — в запасе. Работал преподавателем физкультуры в Подбужской средней школе. Окончив сельскохозяйственную школу, был зоотехником колхоза.
Умер 28 ноября 1960 года. Похоронен в Сергиевом Посаде Московской области на Старом кладбище.

## Награды
Награждён орденом Ленина, орденами Красного Знамени, Красной Звезды, медалями.

## Память
Одна из улиц города Сергиев Посад названа именем Героя, а на доме № 19 по улице Симоненкова установлена мемориальная доска.